# Reinhold Arns
Reinhold Arns (ur. 21 marca lub maja 1863 w Remscheid, zm. 22 lub 24 lutego 1916 w Gliwicach) – niemiecki metalurg, samorządowiec, dyrektor hut na terenie Górnego Śląska.

## Życiorys

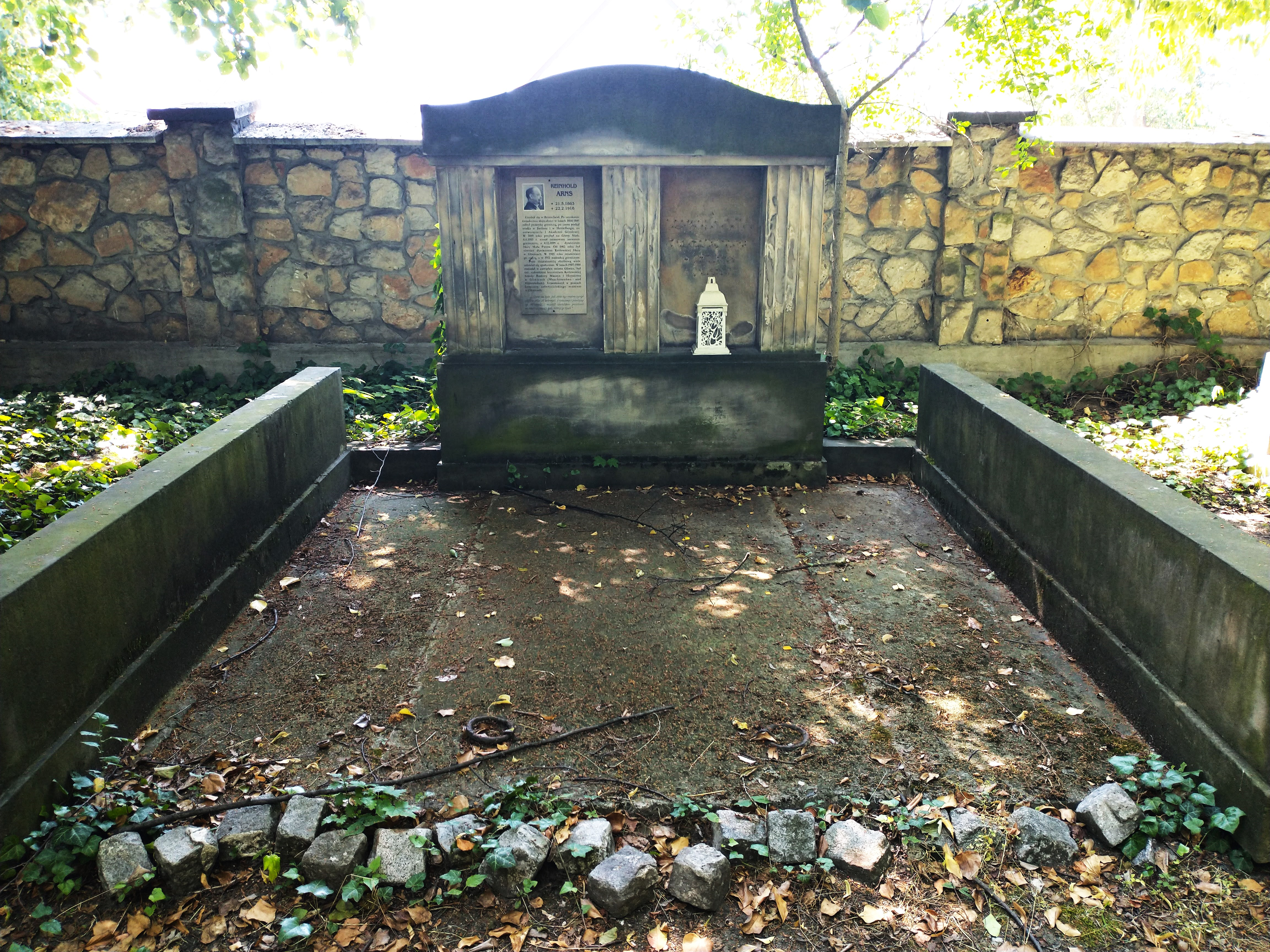
Grób na Cmentarzu Hutniczym w Gliwicach

Szkołę elementarną ukończył w Remscheid, a potem kontynuował naukę w wuppertalskim Elbersfeld i w Soest (maturę zdał 29 lipca 1884). Praktykował w kopalniach Eiserfeld i Heinitz (1884-1885). Studiował w Berlinie i Heidelbergu. Referendarzem górniczym został po egzaminie 26 lutego 1889 (Akademia Górnicza w Berlinie). 
Pracę rozpoczął na Śląsku. 4 kwietnia 1893 został asesorem górniczym. W 1894 zatrudnił się w Wyższym Urzędzie Górniczym we Wrocławiu, a 4 grudnia 1899 powołano go na stanowisko dyrektora Królewskiej Huty w Ozimku (Huta Małapanew), przy czym urząd objął z dniem 1 stycznia 1900. W 1902, oprócz tego, został dyrektorem Królewskiej Huty w Gliwicach. W 1905 mianowano go radcą górniczym, a w 1912 nadradcą.
Poza obowiązkami zawodowymi udzielał się społecznie i w samorządzie. Od 1907 do 1909 zasiadał w Zarządzie Miasta Gliwice. Ponadto był członkiem Zarządu Wschodnioniemiecko-Saksońskiego Towarzystwa Hut, Niemieckiego Towarzystwa Przemysłowców Żelaza i Stali, Sekcji Stowarzyszenia Zawodowego Żelaza i Stali w Bytomiu, jak również kuratorium Królewskiej Szkoły Budowy Maszyn i Hutnictwa w Gliwicach. Był współzałożycielem Muzeum w Gliwicach.
Pochowano go na gliwickim Cmentarzu Hutniczym. Renowację jego nagrobka przeprowadzono w latach 2005 i 2023.